# Nikola Vučina
Nikola Vučina (Trijebanj, 1907. – Mostar, 2001.), hrvatski vojni pilot za vrijeme Drugog svjetskog rata.

## Životopis
Rođen je u Trijebnju, 1907. godine, od majke Anđe i oca Stojana, gdje je i proveo djetinjstvo. Nikola je rođen u katoličkoj obitelji koja je imala sedam sinova. Osnovnu školu je pohađao i završio u Rotimlji. Otac mu je 1920. pronašao mjesto za šegrta - učenika u trgovini u Metkoviću. Nakon dvije godine, zbog malarije, vraća se roditeljima nakratko u Trijebanj, gdje se oporavlja i ozdravlja. 1925. godine odlazi u Zagreb gdje upisuje dočasničku školu. Nakon dvije godine upisuje zrakoplovnu školu i 1927. uspješno je završava u Mostaru. Najprije odlazi na službu u Skopje, potom u Zemun gdje postaje instruktor letenja 1933. Nakon toga, 1935. biva postavljen za instruktora letenja u Mostaru. Godine 1935. avionom udara u stablo, nedaleko od svog rodnog mjesta, ali čudom ostaje nepovrijeđen. Rat ga zatječe u Mostaru i 1941. se upućuje na Istočno bojište. Letio je u avionu tipa "Messerschmit". Početkom ljeta 1942., pri izvršenju jedne zadaće, biva oboren od protuzračne obrane u blizini Azovskog mora. Pada u zatočeništvo u zloglasni zatvor Ljubljanku. Iz Ljubljanke je prebačen u logor u mjesto Oranki, blizu grada Maksima Gorkog. U logoru je bilo preko 10.000 časnika iz Njemačke, Italije, Rumunjske i drugih zemalja. Jednom zgodom prišao mu je časnik sovjetske vojske i ponudio mu da bude instruktor i tumač za neke avijatičare koji su došli iz Jugoslavije na školu. S obzirom na strašne uvjete u logoru, Nikola prihvaća ponudu te se tako izvlači iz zatočeništva. Tu je susreo svoje učenike iz ranijeg vremena, a među ostalima i Viktora Bubnja kojemu je bio instruktor. Pod kraj 1945. formiran je lovački puk koji je kompletan došao u Mostar. Nikola je bio postavljen za zapovjednika puka, a Viktor Bubanj za zapovjednika divizije u Zagrebu. Polovicom 1946. imenovan je za glavara stožera stručnih škola u Pančevu. Po povratku u Mostar, sjeda u školski avion i preko Jadrana leti u Italiju, a potom u emigraciju u Argentinu. U Hrvatsku se vraća 1995. godine.